# Evening Chimes
Evening Chimes, med undertitlarna Abendläuten och Reverie, är ett pianostycke (karaktärsstycke), op.9 nr.1, av den amerikanske kompositören Albert Frederick Marzian.
Evening Chimes publicerades 1913 på familjens musikförlag A.F. Marzian Music Publisher i Kentucky.
Musiken har fått en svensk titel Aftonklockor och även svensk sångtext av Ejnar Westling med titeln Aftonklockorna. Även titeln Skymningsklockor förekommer.

## Inspelningar
- Aftonklockorna med Harry Brandelius och Willard Ringstrands orkester (1945)
- Aftonklockorna. I filmen Karin Månsdotter (instrumental) (1954)
- Aftonklockor. Vid pianot Lars Roos (1974)
- Aftonklockor. Volgasånger med Ove Engström och Ulla Roxby (1994)